# Mille vote ancora
Mille vote ancora è un singolo del cantautore italiano Rocco Hunt, pubblicato il 12 febbraio 2025 come primo estratto dal sesto album in studio Ragazzo di giù.
Il brano è stato presentato in gara durante la 75ª edizione del Festival di Sanremo, dove si è classificato al quindicesimo posto al termine della manifestazione.

## Antefatti e descrizione
Il brano, scritto dallo stesso cantautore, è prodotto dai Room9 e Stefano Tognini, in arte Zef. Esso, avendo segnato la seconda partecipazione dell'artista al Festival di Sanremo, è stato descritto in una breve intervista in conferenza stampa:

## Promozione
Dopo la conferma del cantautore tra i big in gara al Festival di Sanremo 2025, annunciata da Carlo Conti al TG1 il 1º dicembre 2024, il titolo del brano è stato rivelato il 18 dicembre nel corso della finale della diciottesima edizione del concorso canoro Sanremo Giovani.

## Video musicale
Il video musicale, diretto da Fabrizio Conte e girato tra Milano e Salerno, è stato pubblicato in concomitanza all'uscita del brano attraverso il canale YouTube del cantautore.

## Tracce
Testi di Rocco Pagliarulo, musiche di Davide Simonetta, Gabriel Rossi, Lorenzo Santarelli, Marco Salvaderi, Paolo Antonacci e Stefano Tognini.
1. Mille vote ancora – 3:12

## Classifiche
| Classifica (2025) | Posizione massima |
| ----------------- | ----------------- |
| Italia            | 24                |

## Date di pubblicazione
| Paese  | Data             | Formato                      | Etichetta  | Nota   |
| ------ | ---------------- | ---------------------------- | ---------- | ------ |
| Mondo  | 12 febbraio 2025 | Download digitale, streaming | Epic       | [ 19 ] |
| Italia | 12 febbraio 2025 | Contemporary hit radio       | Sony Italy | [ 3 ]  |
| Italia | 14 febbraio 2025 | 7"                           | Epic       | [ 20 ] |